# Ion Geantă
Ion Geantă, född den 12 september 1959, död den 2 juli 2019, var en rumänsk kanotist.
Han tog OS-silver i K-4 1000 meteri samband med de olympiska kanottävlingarna 1980 i Moskva.